# Surhów
Surhów – wieś w Polsce położona w województwie lubelskim, w powiecie krasnostawskim, w gminie Kraśniczyn.
W latach 1975–1998 miejscowość administracyjnie należała do województwa chełmskiego.
Przez miejscowość przepływa Wojsławka, niewielka rzeka dorzecza Wieprza. Wieś skomunikowana z drogą wojewódzką nr 846 poprzez drogę lokalną.
Wieś stanowi sołectwo gminy Kraśniczyn. Według Narodowego Spisu Powszechnego (III 2011 r.) wieś liczyła 439 mieszkańców.
Wieś jest siedzibą rzymskokatolickiej parafii Nawiedzenia Najświętszej Maryi Panny i św. Łukasza.

## Historia
Surchów (obecna pisownia Surhów) wieś, folwark i dobra tej nazwy położone nad rzeką wówczas bez nazwy w powiecie krasnostawskim, gminie Czajki, parafii Surchów, odległe 10 wiorst od Krasnegostawu. W końcu XIX wieku we wsi była szkoła początkowa. Do folwarku należy młyn wodny. W 1871 roku powstała we wsi gorzelnia i funkcjonowała do 2005 roku. Aktualnie budynki gorzelni są opuszczone.
Pierwotny kościół i parafię założyli w roku 1676 Stanisław i Marianna Brzeziccy. Wieś posiada kościół parafialny murowany, wzniesiony w 1824 r. przez Pawła Cieszkowskiego, dziedzica.
W roku 1827 według spisu było we wsi było 27 domów zamieszkałych przez 206 mieszkańców.
Charakterystyka dóbr Surchów
Dobra Surchów składały się w 1871 r. folwarków Suchów, Augustówka i Dzierżawka, rozległość folwarczna wynosiła 2967 mórg w tym: folwark Surchów gruntów ornych i ogrodów mórg 504, łąk mórg 140, pastwisk mórg 15, lasu mórg 1598, zarośli mórg 25, nieużytków mórg 63, budynków murowanych 11, drewno 7, folwark Augustówka gruntów ornych i ogrodów mórg 379, łąk mórg 68, pastwisk mórg 3, nieużytków mórg 19, budynków murowanych 2, z drewna 2, płodozmian 10. po1owy, fo1wark Dzierżawka gruntów ornych i ogrodów mórg 126, łąk mórg 15, nieużytków mórg 12. Budynków z drewna 2, płodozmian 10. polowy las nieurządzony.
W skład dóbr poprzednio wchodziły: wsie Surchów osad 42, mórg 522, wieś Majdan Surchowski osad 29, mórg 592, wieś Łukaszówka osad 13, mórg 169; wieś Franciszkowce osad 15 mórg 181. Surchów parafia w dekanacie krasnostawskim liczyła wówczas 2825 dusz.

## Zabytki architektury

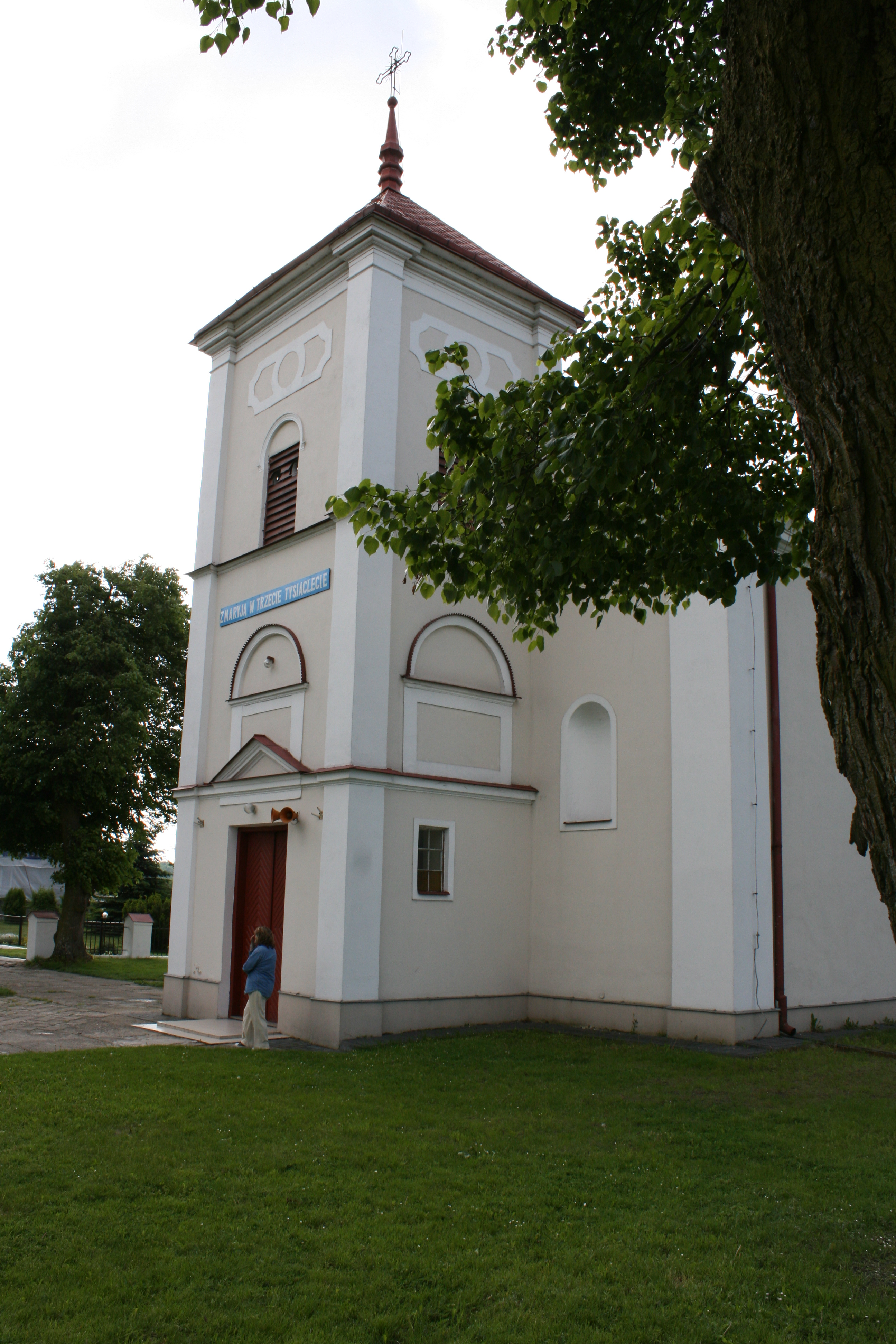
Kościół

- Kościół parafialny rzymskokatolicki pw. Nawiedzenia Najświętszej Maryi Panny i św. Łukasza – wzmiankowany w XVI w., obecny zbudowany w latach 1820–1824 staraniem właścicieli wsi Pawła i Zofii Cieszkowskich. Murowany, klasycystyczny, jednonawowy, z wyposażeniem z XVIII-XIX w. Plebania i otoczony murem cmentarz przykościelny z tego samego okresu.
- Pałac – klasycystyczny z I poł. XIX w. parterowy z piętrową częścią środkową, dwutraktowy na rzucie wydłużonego prostokąta. Wnętrza pałacu ozdobione są malowidłami i sztukaterią o motywach roślinnych, geometrycznych i figuralnych. W salonie na suficie znajduje się owalny plafon w sztukateryjnym złoconym obramieniu, przedstawiający narodziny Jowisza. W innych pomieszczeniach znajdują się ciekawe malowidła o tematyce biblijnej, mitologicznej, historycznej i symbolicznej, wykonane techniką temperową przez malarza włoskiego Mikołaja Montiego w latach 1818–1820. Obecnie w pałacu znajduje się Dom Opieki Społecznej. Pałac otoczony jest parkiem o układzie krajobrazowym z początku XIX wieku z zachowanym starodrzewiem.

## Szlaki
Przez miejscowość przechodzą 2 szlaki turystyczne: żółty i niebieski
- – Szlak Ariański
- – Szlak Tadeusza Kościuszki